# Protaetia mandschuriensis
Protaetia mandschuriensis är en skalbaggsart som beskrevs av Paul Norbert Schürhoff 1933. Protaetia mandschuriensis ingår i släktet Protaetia och familjen Cetoniidae. Inga underarter finns listade i Catalogue of Life.